# Image (Scandal-dal)
Az Image a Scandal japán pop-rock együttes huszonharmadik kislemeze, amely 2014. november 19-én jelent meg az Epic Records Japan gondozásában. A kiadvány a tizennegyedik helyezést érte el az Oricon heti eladási listáján 14 245 példánnyal.

## Háttér
A dalt 2014. szeptember 28-án jelentették be hivatalosan az Hello World című stúdióalbumuk és a Scandal World Tour 2015: Hello World elnevezésű világ körüli turnéjuk társaságában. A kiadvány címadó dalát Mami, az együttes szólógitárosa írta, mely elmondása szerint egy olyan rockdal, amely „túlárad a gyorsaságban”. Az Image a japán BS Fuji televízióadó 2014-es IWCC női labdarúgó-klubvilágbajnokság közvetítésének „éljenző dala” volt. A B oldalas számot, a Nai nai Night 2014-et (ないないNight 2014, ’Éjszaka nem, nem! 2014’) a zenekar basszusgitárosa, Tomomi írta egy éjszakába elhúzódó értekezlet gyors berekesztésére, a dalon az együttes tagjai güirón, csörgődobon, akusztikus gitáron, furulyán és cajónon, menedzsmentjük pedig dugattyús sípon és shakeren játszik.

## Számlista
| CD    | CD                                                              | CD        | CD     | CD              | CD    | CD | CD | CD | CD |
|       | Cím                                                             | Dalszöveg | Zene   | Hangszerelő     | Hossz |    |    |    |    |
| ----- | --------------------------------------------------------------- | --------- | ------ | --------------- | ----- | -- | -- | -- | -- |
| 1.    | Image                                                           | Mami      | Mami   | Kavagucsi Keita | 4:31  |    |    |    |    |
| 2.    | Nai nai Night 2014 (ないないNight 2014; Éjszaka nem, nem! 2014) | Tomomi    | Tomomi | Scandal         | 2:49  |    |    |    |    |
| 3.    | Image (Instrumental)                                            | —         | Mami   | Kavagucsi Keita | 4:26  |    |    |    |    |
| 11:47 |                                                                 |           |        |                 |       |    |    |    |    |